# Mistrzostwa Świata w Lekkoatletyce 2011 – minima kwalifikacyjne
Mistrzostwa Świata w Lekkoatletyce 2011 - minima kwalifikacyjne – ustalone przez IAAF rezultaty, które należało osiągnąć aby wystąpić na światowym czempionacie w Taegu w Korei Południowej między 27 sierpnia i 4 września.
Rada IAAF zatwierdziła minima na posiedzeniu w Monako jesienią 2010. Zawodnicy mieli czas na osiągnięcie wymaganych minimów od 1 października 2010 do 15 sierpnia 2011. Wyjątkiem są biegi na 10 000 metrów, wieloboje, chód i sztafety – w tych konkurencjach wymagane minimum można było zdobywać od 1 stycznia 2010. Każdy kraj mógł zgłosić maksymalnie czterech zawodników, którzy osiągną minimum A w danej konkurencji. Jeśli trzech sportowców z danego kraju osiągnie minimum A narodowa federacja może zgłosić do startu w zawodach jednego lekkoatletę z minimum B. Korea Południowa jako gospodarz zawodów mogła wystawić w każdej z konkurencji jednego zawodnika bez względu na posiadanie przez niego wymaganego minimum kwalifikacyjnego. W składach zgłoszonych do biegów sztafetowych mogło znaleźć się aż sześciu biegaczy z danego kraju. W biegu maratońskim i chodzie na 50 kilometrów nie mogli wystartować juniorzy (w wieku 18 lub 19 lat), dodatkowo w męskich konkurencjach rzutowych, dziesięcioboju, biegu na 10 000 metrów, maratonie i chodzie nie mieli prawa wziąć udział juniorzy młodsi (w wieku 16 lub 17 lat). Sportowcy, którzy do dnia 31 grudnia 2011 nie ukończą 16 lat nie mieli prawa startować w mistrzostwach. Za zgodą narodowych federacji lekkoatletycznych złoci medaliści mistrzostw kontynentalnych z 2010 i 2011 roku mogli wystąpić na mistrzostwach bez uzyskania minimum. 

## Minima kwalifikacyjne
| Konkurencja                        | Mężczyźni | Mężczyźni | Kobiety   | Kobiety   |
| Konkurencja                        | A         | B         | A         | B         |
| ---------------------------------- | --------- | --------- | --------- | --------- |
| Bieg na 100 metrów                 | 10,18     | 10,25     | 11,29     | 11,38     |
| Bieg na 200 metrów                 | 20,60     | 20,70     | 23,00     | 23,30     |
| Bieg na 400 metrów                 | 45,25     | 45,70     | 51,50     | 52,30     |
| Bieg na 800 metrów                 | 1:45,40   | 1:46,30   | 1:59,80   | 2:01,30   |
| Bieg na 1500 metrów                | 3:35,00   | 3:38,00   | 4:05,90   | 4:08,90   |
| Bieg na 5000 metrów                | 13:20,00  | 13:27,00  | 15:14,00  | 15:25,00  |
| Bieg na 10 000 metrów              | 27:40,00  | 28:00,00  | 31:45,00  | 32:00,00  |
| Maraton                            | 2:17:00   | 2:17:00   | 2:43:00   | 2:43:00   |
| Bieg na 3000 metrów z przeszkodami | 8:23,10   | 8:32,00   | 9:43,00   | 9:50,00   |
| Bieg na 100 metrów przez płotki    | —         | —         | 12,96     | 13,15     |
| Bieg na 110 metrów przez płotki    | 13,52     | 13,60     | —         | —         |
| Bieg na 400 metrów przez płotki    | 49,40     | 49,80     | 55,40     | 56,55     |
| Sztafeta 4 × 100 metrów            | 39,20     | 39,20     | 44,00     | 44,00     |
| Sztafeta 4 × 400 metrów            | 3:04,00   | 3:04,00   | 3:32,00   | 3:32,00   |
| Chód na 20 kilometrów              | 1:22:30   | 1:24:00   | 1:33:30   | 1:38:00   |
| Chód na 50 kilometrów              | 3:58:00   | 4:09:00   | —         | —         |
| Skok wzwyż                         | 2,31      | 2,28      | 1,95      | 1,92      |
| Skok o tyczce                      | 5,72      | 5,60      | 4,50      | 4,40      |
| Skok w dal                         | 8,20      | 8,10      | 6,75      | 6,65      |
| Trójskok                           | 17,10     | 16,85     | 14,30     | 14,10     |
| Pchnięcie kulą                     | 20,50     | 20,00     | 18,30     | 17,30     |
| Rzut dyskiem                       | 65,00     | 63,00     | 62,00     | 59,50     |
| Rzut młotem                        | 78,00     | 74,00     | 71,50     | 69,00     |
| Rzut oszczepem                     | 82,00     | 79,50     | 61,00     | 59,00     |
| Siedmiobój                         | —         | —         | 6150 pkt. | 5950 pkt. |
| Dziesięciobój                      | 8200 pkt. | 8000 pkt. | —         | —         |